# A Photograph of You
A Photograph of You es una canción del grupo inglés de música electrónica Depeche Mode compuesta por Martin Gore, publicada en el álbum A Broken Frame de 1982.

## Descripción
Es un triste y melancólico tema de amor juvenil perdido, basado en un sonido muy básico producto de unas notas efectistas de sintetizador, compuesto por Martin Gore desde que tenía 16 años de edad según revelaciones de él mismo, junto con See You y the Meaning of Love también del mismo álbum.
Como otros temas del álbum A Broken Frame, en realidad no tiene merecimiento alguno salvo por haber sentado una renovada tendencia lírica de DM tras del optimismo al que Vince Clarke no pudo sustraerse en su álbum debut apenas un año antes. Las letras de Martin Gore por el contrario eran lacrimógenas y trágicas como en A Photograph of You que sencillamente habla de una situación irremediable, tal como se perciben las cosas en la juventud.
De tal modo, la tristeza implícita en la letra y aún en la musicalización de este tema sería capitalizada en temas mucho más populares y logrados, como See You del mismo álbum, Here is the House de 1986, Goodnight Lovers de 2001, o Precious y The Darkest Star de 2005.
Con el evidente aun poco dominio que tenían en esa época de sus teclados, lograron una melodía en notación baja que realmente suena lamentable, más por la falta de destreza que por la intencionalidad de darle un sonido triste, a la vez que por otro lado Martin Gore logró al mismo tiempo una verdadera melodía revelando el cuidado que siempre pone el musicalizar sus temas, sin embargo la canción en general divaga entre ser un tema sólo melancólico y una música que por momentos se torna muy armoniosa.
Así, en A Photograph of You DM no se sustraía al efectismo del synth pop y sus teclados capaces de crear una tramposa melodía a partir de una modulación medianamente rebuscada, aunque paradójicamente intentaba acentuar el sentido lírico que contiene lleno de tristeza y dolor juvenil, cuando se pierde al primer amor verdadero, conservando tan sólo recuerdos tan banales como lo puede ser una simple fotografía de la chica querida.
Totalmente opacado por el éxito de See You y aún de The Meaning of Love, A Photograph of You fue olvidado tras de la promoción del álbum e incluso en algún momento el mismo Martin Gore llegaría a decir que era uno de los temas más malos que ha compuesto junto con Satellite del mismo disco y Get the Balance Right! de 1983.
En el álbum la pista de A Photograph of You se continua con la del tema Shouldn't Have Done That, la cual a su vez se continua en The Sun & the Rainfall, presentándolos como si fueran tres temas en uno.

## En directo
Como la mayoría de temas del álbum A Broken Frame, la canción se interpretó sólo durante la correspondiente gira Broken Frame Tour, tras de la cual no volvería a ser incorporada en conciertos de DM debido al poco aprecio que ellos mismos manifiestan hacia ese álbum.
- Datos: Q5654192